# اداپورا، داوانجر
اداپورا، داوانجر (به انگلیسی: Adapura, Davanagere) یک روستا در هند است که در کارناتاکا واقع شده‌است.